# Скоропадский, Иван Ильич
Иван Ильич Скоропа́дский (укр. Іван Скоропадський) (1646[…], Умань — 3 [14] июля 1722, Глухов) — гетман объединённого войска Запорожского обоих берегов Днепра в 1708—1722 годах. Возглавлял верные Петру I отряды казаков во время Полтавской битвы.

## Биография
Происходил из шляхетского рода; его дед впервые прибыл на территорию современной Украины при Богдане Хмельницком и был убит в 1648 году в сражении при Жёлтых Водах.
Образование получил в Киево-Могилянской академии. Не ранее 28-летнего возраста поступил на службу писцом в войсковую канцелярию, присмотрел себе в Чернигове невесту, Пелагею Никифоровну Калениченко (Каленикович) (дочь черниговского полкового обозного) и, женившись, около 1675 года, остался в нём жить; писарем пробыл не менее 10 лет. Около 1699 года овдовел, и в 1700 году женился во второй раз на Настасье Марковне (урожденной Маркович); был в то время уже при гетмане Мазепе генеральным бунчужным, а потом вскоре стал генеральным есаулом. Мазепа нередко посылал его к Петру Великому с разными поручениями, и он очень понравился царю своею «простотою». В 1706 назначен стародубским полковником, получил в управление один из обширнейших и богатейших округов.

На этом уряде Скоропадский оставался до конца октября 1708 года, когда получено им было от гетмана Мазепы письмо, написанное 30 октября из Дегтяровки, в котором тот приглашает его 
покинуть враждебную власть Москвы, от многих лет во всезлобном своём намерении положившую истребить последние казацкие права и вольности.
Возможно, Мазепа надеялся на поддержку Скоропадского, как своего ставленника, полюбившегося ему за скромность и услужливость, награждаемого и выдвигаемого им по службе. Но Скоропадский не имел ни малейшего желания менять своё положение — которым он был очень доволен.
Взятие Батурина (2 ноября) несколько сгладило тяжёлое впечатление гетманской измены, тотчас же решено было приступить к выборам нового гетмана. 4 числа сам царь Пётр отправился в Глухов, чтобы присутствовать на выборах. Более прав на булаву имел Апостол, миргородский полковник, но он только что вернулся от Мазепы и был «в подозрении», затем — черниговский полковник Полуботок, но последний казался опасным царю, как смелый и энергичный человек. Третьим кандидатом был Скоропадский. Пётр и остановил на нём своё внимание, зная его как человека слабохарактерного, ни в каком случае не опасного.

6 ноября, шестидесяти с лишком лет от роду он принял в свои руки гетманскую булаву. В своём первом гетманском универсале приглашает 
всю Украйну быть верной Москве, не льститься дружбой шведов, которые, кроме того, что совсем чужды Украйне, даже и не соседи с ней.

Вскоре после Полтавской битвы, 17 июля, подал царю статьи о Малороссии, где просил 
об утверждении прав, вольностей и порядков, доселе бывших в малороссийском войске, о том, чтобы великороссийские воеводы не вмешивались в городские и полковые дела, а присматривали бы только «за замками», расправы без малороссийской старшины сами не чинили, чтобы выведены были гарнизоны, помещенные в некоторых малороссийских городах.
В частности о себе, как гетмане, просил, чтобы гетману слушаться одного только государя, указы получать только от его имени.
Окончательные ответы на эти статьи даны были Петром в январе 1710 года. В Киев назначался от правительства наместник-воевода князь Д. М. Голицын, в Глухове, подле гетмана, учреждалась должность «государева министра», особого чиновника, который должен был отвечать перед правительством за благонадёжность гетмана и участвовать вместе с ним в управлении. Первым таким «государевым министром» был назначен суздальский наместник А. П. Измайлов. Ему даны были в распоряжение великорусские полки, которые раньше находились при Мазепе. Измайлов жил мирно с гетманом, но в сентябре того же 1710 года он должен был оставить свой пост, потому что сделал один нетактичный поступок — подписал вместе с гетманом увещательную грамоту к запорожцам, среди которых начались волнения и беспорядки, сношения с изменниками. Гетман, узнав, что Измайлова хотят сменить, просил тогдашнего канцлера Головкина, чтобы оставили Измайлова при нём по-прежнему, уверяя, что живёт с ним согласно, доволен его благоразумными советами. Но Измаийлов был отозван, а на его место назначены двое: думный дьяк Виниус и стольник Фёдор Протасьев.

Присутствие при гетмане великорусских чиновников — одного, потом двоих, вызвали опасения за существующий порядок. Среди малороссийского войска пошли толки, что 
Министры, приставленные к гетману, не дают ему сделать  шага свободного, всякое письмо гетмана осматривают, что гетман не станет более терпеть такой опеки над собой и весной, в союзе с запорожцами и татарами, пойдёт на Москву.
Эти слухи стали известны киевскому воеводе Голицыну, который ещё в феврале 1710 года писал о них канцлеру Головкину: «Когда народ узнает, что гетман такой власти не будет иметь, как Мазепа, то, надеюсь, будет приходить с доносами». Голицын писал, что он «всякими способами внушает злобу на тех, кои хотя мало к нам склонны», и особенно не советует содействовать исполнению гетманской просьбы о том, чтобы дана была ему Умань: «ему Умани давать не следует, пусть живёт со всеми своими делами у нас в середине, а не в порубежных местах». Ставилось, таким образом, препятствие к исполнению личной просьбы гетмана, несмотря на то, что сами «царские советники» сумели выпросить себе у Скоропадского маетности в изобилии (Меншиков, Головкин, Шафиров). Скоропадский предоставил после Полтавской битвы А. Д. Меншикову громадные имения в Стародубском полку (Почеп, Ямполь) и позволил ему произвести неправильное размежевание, записал в его подданство Почепскую сотню казаков, однако потом принуждён был жаловаться на него, что тот самовольно присвоил себе ещё лишние участки земли и людей.
Канцлер старался успокоить гетмана на счёт нерасположения киевского воеводы и писал:
я писал к кн. Г., чтоб он ни из каких городов и мест регименту вашего никого не велел брать, не списавшись с вами и без согласия вашей вельможности, и ежели случится какое дело государственное, то делал бы согласно с вами; указом ему к вашей вельможности писать не велено. Как мы видим, что у вашей вельможности с воеводою киевским несогласно; однакож царское величество на вашу верность есть блогонадёжен и безосновательным никаким доносам поверено не будет, в чём изволите, вельможность ваша, быть надёжен.
Правительство, действительно, избегало случаев оскорблять гетмана, даже сослало в Архангельск знатного казака Забелу, старавшегося выставить в подозрительном свете поведение Скоропадского, но доносы продолжались. В мае 1713 года гетман писал Головкину, что объят размышлением: от начала гетманства своего имеет несносные скорби от злобных и безбожных клеветников. Канцлер по-прежнему уверял его, что царское величество о верности его довольно известен.
Вследствие донесения Протасьева в начале 1715 года гетман получил царскую грамоту, в которой для пресечения произвола и злоупотреблений полковников своей властью предписывалось сократить их права, между прочим, в деле выбора ими старшин и сотников. Этот царский приказ оказал действие искры, брошенной в горючий материал; недовольство полковников своим гетманом усилилось и полковники между собой назначили нового гетмана Полуботка:
нынешний гетман человек смирный, за Украйну стоять не умеет; кто ни нападёт, все дерут… Не Мазепа — проклятый Иуда, а нынешний гетман проклятый, не стоит за Украйну, а москали её разоряют.
На полковников жаловались, что они разоряют простой народ, а они жаловались, что разоряют народ москали своими войсковыми поборами, а виноват во всём гетман, который по своей слабости все позволяет. Полковники отказывают гетману в повиновении: «они на него… обращают немного внимания», — писал Протасьев канцлеру в 1716 году.
В 1717 году Скоропадский выдал свою младшую дочь за Петра Толстого, сына царского сановника. Сватовство с знатным лицом внушило Скоропадскому мысль поднять свой престиж, прибегнуть к помощи своего нового родственника. Гетман прежде всего пожаловался свату на Протасьева: что он будто бы постарался другим отдать землю, которую гетман хотел взять себе. Протасьев в униженных письмах оправдывался пред сильным человеком и просил, чтобы его отозвали из Малороссии.
В 1722 году гетман вместе с гетманшей, окружённый свитой, едет в Москву поздравлять царя с Ништадским миром. Гетмана встретили в Москве хорошо, гостил он там около полугода. В последний раз он напоминает царю о «статьях», но в ответ получает 29 апреля указ об учреждении малороссийской коллегии, состоящей под председательством бригадира Вельяминова из шести штаб-офицеров украинских гарнизонов. Таким образом вместо одного чиновника при гетмане явилась целая коллегия. В ответ на жалобу Скоропадского, что этим уничтожаются пункты Хмельницкого, Пётр собственноручно написал:
Вместо того, как постановлено Хмельницким, чтоб верхней апелляции быть у воевод великороссийских, оная коллегия учреждена, и тако ничего нарушения постановленным пунктам… не мнить.
С учреждением Малороссийской коллегии он был почти совершенно лишён власти. С таким подарком Скоропадский отправился в конце июня домой и только успел доехать до Глухова. 3 июля его не стало. Погребён он был в Гамалеевском монастыре.

## Память

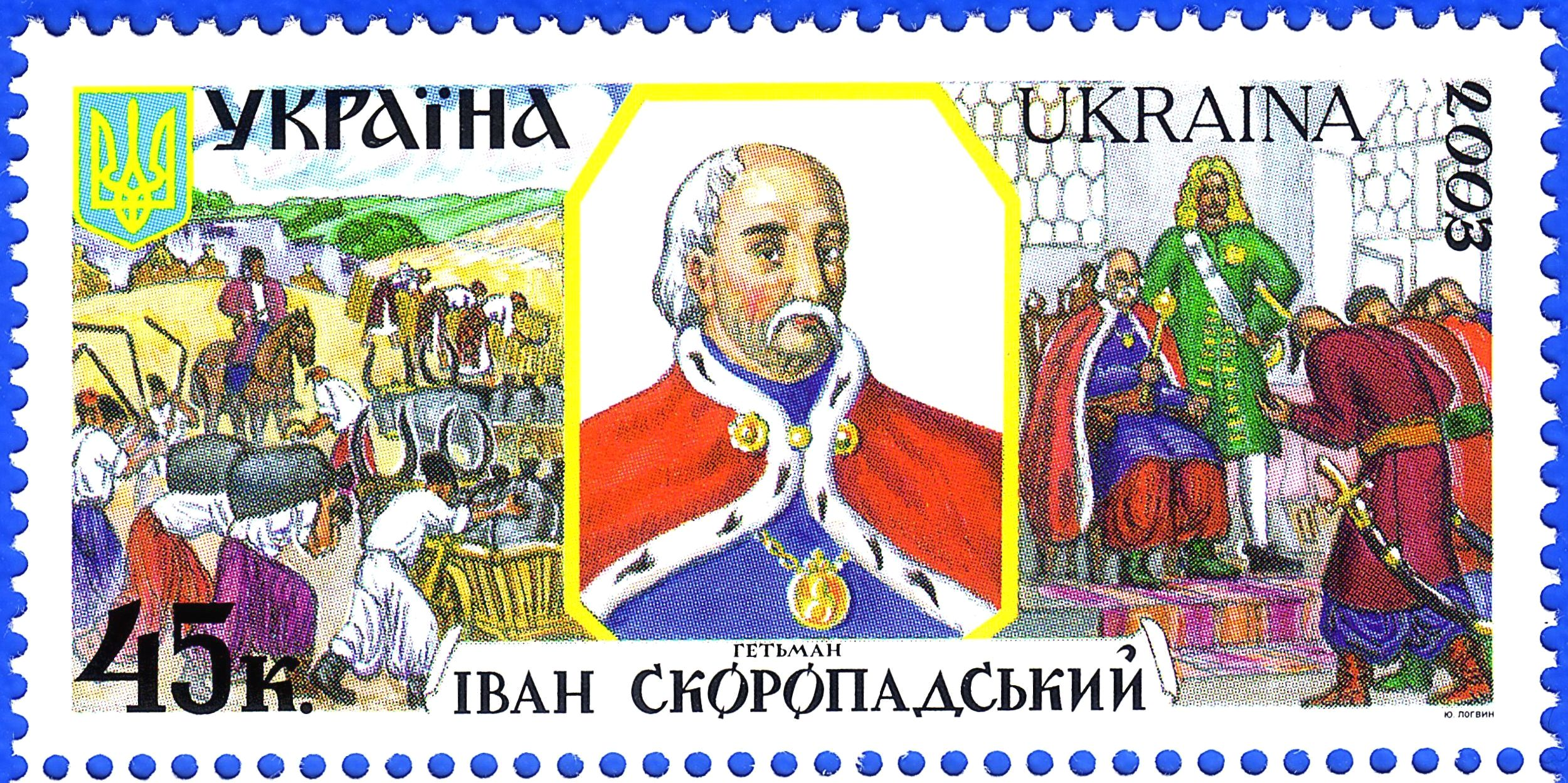
Почтовая марка Украины, 2003 год

- Переписка Скоропадского с царственными особами и другими государственными лицами хранится в военно-учебном архиве Главного Штаба. Часть её напечатана в «Чтениях Московского общества истории и древностей Российских». Современник Скоропадского генеральный хорунжий Николай Ханенко, описал его жизнь в [1722—1723 годах со всеми «оказиями и церемониями» в особой «Повседневной записке», напечатанной в «Чтениях Московского общества истории и древностей Российских»., 1857 г., кн. I. Некоторые универсалы Скоропадского и другая его переписка напечатаны в «Киевской Старине» 1883 и 86 гг., в «Собрании сочинений Максимовича», I т., в «Собрании южнорусских словесных памятников» Кульжинского и в изданиях временной комиссии для разбора древних актов при Киевском Генерал-Губернаторе.
- В 2003 году была выпущена почтовая марка Украины, посвященная Скоропадскому.